# The Many Facets of Roger
The Many Facets of Roger es el álbum debut en solitario del cantante estadounidense Roger Troutman, Fue publicado en 1981 por el sello Warner Bros. Records, un año después de que el cantante hiciera su debut como líder del grupo Zapp, quienes saltaron a la fama con su éxito funk «More Bounce to the Ounce». El álbum fue certificado platino por la RIAA basado en los éxitos «So Ruff, So Tuff» y su cover del éxito de «I Heard It through the Grapevine» de Marvin Gaye. En el álbum, Troutman incluye dos instrumentales, «A Chunk of Sugar» y «Blue (A Tribute to the Blues)».

## Listado de canciones
| N.º | Título                             | Duración |  |
| 1.  | «I Heard It Through the Grapevine» | 10:45    |  |
| 2.  | «So Ruff, So Tuff»                 | 4:49     |  |
| 3.  | «A Chunk of Sugar»                 | 5:28     |  |
| 4.  | «Do It Roger»                      | 8:11     |  |
| 5.  | «Maxx Axe»                         | 8:16     |  |
| 6.  | «Blue (A Tribute to the Blues)»    |          |  |